# Международная конвенция о ликвидации всех форм расовой дискриминации
Международная конвенция о ликвидации всех форм расовой дискриминации (ICERD) — конвенция ООН, принятая Генеральной Ассамблеей 21 декабря 1965 года и вступившая в силу 4 января 1969 года. Участниками Конвенции по состоянию на декабрь 2020 года являются 182 страны, ещё 3 страны Конвенцию подписали, но не ратифицировали. За соблюдением Конвенции ведет надзор Комитет по ликвидации расовой дискриминации, состоящий из 18 экспертов. Он также может рассматривать межгосударственные жалобы на нарушения Конвенции любыми странами-участницами и индивидуальные жалобы на нарушение Конвенции в отношении тех 54 стран, которые сделали соответствующее заявление. На 2014 г. комитет принял решения по существу 30 жалоб, и в 15 случаях из них усмотрел нарушения конвенции. Ещё 18 жалоб комитет счёл неприемлемыми без рассмотрения по существу, рассмотрение 1 жалобы было прекращено по иной причине, а ещё 6 дел находились в процессе рассмотрения. Первые три межгосударственные жалобы — Катар против Саудовской Аравии, Катар против ОАЭ и Палестина против Израиля — поступили на рассмотрение весной 2018 года.
По состоянию на 2020 год, в ООН идет разработка дополнительных стандартов: протокола к данной конвенции либо новой конвенции, чтобы заполнить пробелы в МКЛРД.

## Структура конвенции
- Преамбула
- Часть I (ст. 1—7) — обязательства стран-участниц:
  - Ст. 1 — определение расовой дискриминации.
  - Ст. 2 — общие обязательства.
  - Ст. 3 — особое осуждение расовой сегрегации и апартеида.
  - Ст. 4 — запрет расистской пропаганды.
  - Ст. 5 — неисчерпывающий перечень прав, которые должны осуществляться без расовой дискриминации.
  - Ст. 6 — обязательства предоставлять защиту от расовой дискриминации.
  - Ст. 7 — обязательства вести образовательную работу.
- Часть II (ст. 8—16) — правила работы Комитета по ликвидации расовой дискриминации.
- Часть III (ст. 17—25) — правила ратификации, денонсации, вступления в силу конвенции и разрешения споров.